# Mistrovství Evropy v krasobruslení 2018
Mistrovství Evropy v krasobruslení 2018 byl 110. ročník soutěže evropských krasobruslařů organizovaný Mezinárodní bruslařskou unií (ISU) pro sezónu 2017-18. Odehrával se v lednu 2018 v Moskvě. Soutěže probíhaly ve čtyřech kategoriích – muži, ženy, sportovní dvojice a taneční páry.